# Kill the DJ
Pour le label discographique, voir Kill the DJ (label).
Singles de Green Day
Oh Love
(2012) Let Yourself Go
(2012)
Kill the DJ est une chanson du groupe de punk rock américain Green Day. Elle est sortie le 15 août 2012 en tant que deuxième single extrait de ¡Uno!, le neuvième album studio du groupe.

## Clip vidéo
Réalisé par Samuel Bayer.